# Hyattsville
Hyattsville is een plaats (city) in de Amerikaanse staat Maryland, en valt bestuurlijk gezien onder Prince George's County.

## Demografie
Bij de volkstelling in 2000 werd het aantal inwoners vastgesteld op 14.733.
In 2006 is het aantal inwoners door het United States Census Bureau geschat op 15.091, een stijging van 358 (2.4%).
Frances Tiafoe is de bekendste inwoner van de geschatte ruime 15.000.

## Geografie
Volgens het United States Census Bureau beslaat de plaats een oppervlakte van
5,6 km², waarvan 5,5 km² land en 0,1 km² water.

## Plaatsen in de nabije omgeving
De onderstaande figuur toont nabijgelegen plaatsen in een straal van 4 km rond Hyattsville.